# 本立寺 (八王子市)
本立寺（ほんりゅうじ）は東京都八王子市上野町にある日蓮宗の寺院。山号は長光山。旧本山は身延山久遠寺。奠師法縁（奠統会）。

## 歴史
永禄9年（1566年）、本立院日建により滝山城下に創建され、八王子城下を経て慶長元年（1596年）には原胤従によって現在地に移された。昭和20年（1945年）8月2日八王子空襲で焼失したが、戦後本堂を再建した。八王子千人頭原家の菩提寺であり、墓地には原胤敦・新助兄弟、千人同心であった考証家の三田村鳶魚の墓がある。

## 所在地
東京都八王子市上野町11-1

## 交通アクセス
- 京王線京王八王子駅・JR八王子駅から徒歩15分。

## 参考資料
- 日蓮宗寺院大鑑編集委員会『宗祖第七百遠忌記念出版 日蓮宗寺院大鑑』大本山池上本門寺 (1981年)
- 「八王子十五宿上野原宿 本立寺」『新編武蔵風土記稿』 巻ノ101上多磨郡ノ13、内務省地理局、1884年6月。NDLJP:763990/66。